# Trio
|  | Per a altres significats, vegeu «Trio (acte sexual)». |

Un trio és qualsevol conjunt de tres instruments o veus interpretant una composició alhora. També s'aplica la denominació de trio a la peça, o fragment d'una peça, que interpreta un conjunt d'aquestes característiques. En el cas de la música instrumental és habitual que la totalitat de la composició estigui escrita per al mateix nombre d'instruments, de manera que un trio és una peça sencera.
En la música clàssica també s'anomena trio a la part central d'una peça en forma ternària — ABA. Així, la majoria dels minuets en el Classicisme, i la majoria dels scherzi en el Romanticisme — com per exemple els minuets o scherzi que sovint apareixen com a tercer moviment d'una sonata o d'una simfonia— anaven seguits d'una segona part que es denominava trio en record dels temps en què aquesta segona part era interpretada per només un grup de tres instruments.,
En canvi, en els oratoris, òperes i altra música escènica, és freqüent que les diferents parts en què aquestes obres se subdivideixen vagin a càrrec d'uns efectius vocals i instrumentals diferents, de manera que el trio vocal acaba essent, en moltes ocasions, un fragment d'una composició més llarga.

## El trio en la música instrumental

### El període Barroc
Durant el període Barroc, sobretot des de finals del segle xviii el trio va ser una de les combinacions més importants de la música de cambra arreu d'Europa.
La combinació més habitual d'instruments dins d'un trio era de dos instruments melòdics de tessitura aguda i un baix continu. Atès que el més freqüent era que el baix continu l'interpretessin conjuntament un instrument melòdic de tessitura greu com per exemple una viola de gamba, un violoncel o un fagot, a més d'un instrument polifònic o harmònic com un clavicèmbal, una arpa o un instrument de la família del llaüt, en realitat es tractava d'un trio interpretat per quatre instruments, dos dels quals compartien una mateixa funció.
Pel que fa als dos instruments aguts, de vegades l'autor preveia que fossin instruments idèntics -dos violins, era el més habitual- o bé diferents, combinant flautes de bec i travesseres, violons i oboès, de manera que al contrast entre aguts i greus s'hi afegia un contrast entre els timbres dels aguts.
El més habitual era que es dediquessin a aquestes formacions un tipus de composicions en forma de sonata que a vegades eren properes a la sonata da chiesa i a vegades a la sonata da camera. fos com fos, aquests tipus de composicions s'anomenaven trio sonata o sonata a trio. la majoria dels compositors més importants de la primera meitat del segle xviii van compondre peces en aquesta estructura.

### El Classicisme
En el Classicisme va ser el trio format per violí, violoncel i piano el que es va guanyar el favor dels compositors d'una manera més clara. De fet, aquesta formació reunia diversos elements que donaven molt de joc: la confluència de dos instruments de timbre semblant però tessitures diferents i fins i tot confrontades, que es complementen amb un instrument polifònic, d'un timbre ben diferent; la polifonia dels primers pot establir diàlegs interessants amb la de l'altre; cada un dels melòdics pot ser acompanyat pel piano; etc.
Franz Joseph Haydn va deixar un col·lecció important de trios d'aquestes característiques, alguns dels quals preveuen la possibilitat que en comptse d'un violí ho pugui interpretar una flauta. Ludwig van Beethoven és l'altre gran compositor de trios per a violí, violoncel i piano, amb peces memorables com el trio de l'arxiduc.
De totes maneres, ja al classicisme hi va haver altres tipus de trios destacables; entre aquests cal parlar del trio de corda que, normalment, estava compost per un violí, una viola i un violoncel.

### El trio instrumental en la música romàntica i posterior
Durant el segle xix la necessitat d'explorar i ampliar les capacitats expressives de la música va portar els compositors a escriure per a altres tipus de trios, sense que, per això, perdés la seva preeminència el format per violí, violoncel i piano. Entre molts altres exemples, Johannes Brahms escriu un trio en què l'instrument agut pot ser el clarinet o la viola, un altre en què es preveu la possibilitat que el violoncel sigui substituït per una trompa; Mikhaïl Glinka escriu el seu Trio patètic per a piano, clarinet i fagot.
Al llarg del segle xx el trio no ha gaudit de tanta estima per parts dels compositors com altres formacions de cambra com puguin ser el quartet de corda o el quintet de vent.

## El trio en la música vocal
La textura a tres veus va ser força utilitzada durant els segles XV i XVI i fins i tot més enllà en el període en què es continuà practicant la polifonia renaixentista, en aquelles gèneres de la música vocal més lleugers com per exemples les canzonette. En són un exemple els Scherzi Musicali de Claudio Monteverdi.
A partir del Barroc el trio vocal adquireix importància en passatges de composicions de més envergadura, com puguin ser les òperes i els oratoris, especialment per a representar escenes i situacions en què tres personatges s'enfronten, a raó de dos d'ells contra l'altre. N'és un exemple The flocks shall leave the mountains, d’Acis i Galatea de Georg Friedrich Händel. Ja dins del Classicisme, en trobem un exemple a La Creació, de Franz Joseph Haydn, en el trio que canten els arcàngels Uriel, Gabriel i Rafael. En la producció de W. A. Mozart és de destacar el trio Soave sia il vento de l'òpera Così fan tutte. Ja sigui per raó dels textos que aquests i altres trios que formen part d'oratoris i peces de música escènica, ja sigui per influència dels trios de la música instrumental, el cert és que la majoria d'aquesta trios vocals acostumen a estar configurats per dues veus femenines i una de masculina, molt més que no pas al revés.

## El trio en la música moderna
Malgrat que en la música moderna molts grups s'han inclinat per formacions de quartet o de quintet, també hi ha hagut trios memorables. Alguns han optat per una formació de teclats, bateria i guitarra elèctrica, mentre altres ho han fet per guitarra elèctrica, baix elèctric i bateria, entre altres formacions que no han tingut tant predicament.
Entre els primers mereixen ser destacats Emerson, Lake and Palmer, i entre els segons, The Police.